# Música p'al mundo
Música p'al mundo es el cuarto álbum oficial de la banda chilena De Kiruza, lanzado en 2009 de manera independiente, luego de más de una década sin publicaciones desde su disco Bakán, lanzado en 1996.

## Lista de canciones
| Música p'al mundo |                                          |          |  |
| N.º               | Título                                   | Duración |  |
| 1.                | «Intro / Oda a la alegría»               |          |  |
| 2.                | «Liviano como el viento»                 |          |  |
| 3.                | «Camino por Santiago»                    |          |  |
| 4.                | «Chévere»                                |          |  |
| 5.                | «Amor puro»                              |          |  |
| 6.                | «Tu cuerpo»                              |          |  |
| 7.                | «Dame un beso morena»                    |          |  |
| 8.                | «Cuando voy al trabajo»                  |          |  |
| 9.                | «Tú me sientes»                          |          |  |
| 10.               | «Outro / Cumplo mi destino con mi canto» |          |  |